# 擦擦
擦擦（藏語：ཚ་ཚ་，威利转写：tsha tsha； 巴利文：sacchāya或sacchāha），又译为礤礤，藏传佛教中的一种小型脱模泥塑。
擦擦起源自印度，约七世纪传入西藏。它通过金属模具挤压成形，胶泥中掺有麦粒、珍宝粉末、香料或高僧的骨灰舍利等。其上的图案早期主要为印度风格，以天降塔、门塔、菩提塔为多，还有《般若波罗蜜多心经》的经咒。后来西藏开始自制模具，神灵佛像的图案以及六字真言等开始取代早先的印度风格。
擦擦一般作为佛塔装藏而置于塔内，或置于专门的“擦擦康”中，又或供奉于寺院殿宇、嘛呢堆、僧人修行窟等地。
后来擦擦还通过西藏传入中国内地，在杭州宝成寺、北京妙应寺白塔、故宫慈宁宫等地方都藏有擦擦。